# Убийство Дуа Халиль Асвад
Убийство Дуа Халиль Асвад — так называемое «убийство чести», которое было совершено в апреле 2007 года в населенном пункте Башика в провинции Найнава (Ирак). Толпой при участии своих родных была жестоко убита (побита камнями) 17-летняя девушка Дуа Халиль Асвад  (араб. دعاء خليل أسود‎) за то, что, будучи езидкой, была влюблена в парня-мусульманина.

## Ход событий
Дуа влюбилась в парня-мусульманина. Она сбежала из дома, но вскоре девушку задержала полиция (по другой версии, она сама явилась в полицию, опасаясь расправы со стороны родственников), передав ее затем местному езидскому (по другим сообщениям, мусульманскому) племенному шейху. Родные пообещали, что они не причинят вреда девушке, что они простили ее, и ее передали им.
Но родные не сдержали своего обещания (как утверждается, отец девушки был против ее убийства, но ее двоюродные братья и их друзья хотели устроить показательную расправу над «вероотступницей»). В апреле 2007 года Дуа притащили на деревенскую площадь. События, произошедшие дальше, были запечатлены на видео, которое позже разошлось через Интернет по всему миру. Люди забрасывали девушку камнями и бетонными блоками. Когда стало понятно, что Дуа больше не подает признаков жизни, ее тело привязали к автомобилю и провезли по улицам. Ее похоронили вместе с мертвой бездомной собакой. За убийством Дуа наблюдали около 2000 человек, собравшихся на площади, среди них были даже полицейские. 
После того, как стало известно об убийстве Дуа, курды в Эрбиле устроили демонстрацию, требуя положить конец подобным «убийствам чести»
22 апреля 2007 года исламисты убили 23 езидов, ехавших на автобусе в Башику из Мосула: боевики остановили автобус, вывели езидов и расправились с ними. Эту расправу связывали с убийством Дуа.
27 апреля 2007 года езидский высший духовный суд осудил убийство Дуа. Власти Иракского Курдистана пообещали расследовать это преступление.
В 2010 году в убийстве Дуа были признаны виновными и приговорены к смертной казни через повешение четыре человека. Двое из них — двоюродные братья Дуа, Арас Фарид Салим и Вахид Фарид Салим Остальных двоих зовут Реяз Камал Омар и Зеяд Махмуд Хдер.

## Распространение видео убийства в странах СНГ
Видео убийства Дуа и его раскадровка были размещены на сайтах ряда англоязычных СМИ, а затем это видео стало распространяться в Интернете. Школьники в Минске в 2008 году переписывали его друг другу в смартфоны с комментариями: «Она заразила СПИДом 18 человек…» и произошло это убийство якобы в Чижовке (микрорайон Минска). На этот видеоролик была наложена песня группы «Основной инстинкт» «Последний раз ты до дома проводишь меня...». В России он был показан по одному из телеканалов с комментариями «Куда смотрит Генпрокуратура?». В украинском Николаеве милиция даже допрашивала школьников, откуда они взяли это видео.